# 갈마도서관
갈마도서관은 대한민국의 대전광역시 서구에서 운영하는 공공 도서관으로, 대전광역시 서구 갈마동에 위치한다.

## 연혁
- 1994년 6월 1일 대전 서구 갈마동에 공공도서관으로 개관하였다.
- 1997년 2월 27일에는 3층을 증축 착공해 준공했다.
- 2000년 2월 25일에는 가수원도서관을 분관해 개관했다.
- 2003년 7월 8일에는 전자정보실을 개실했다.
- 2007년 6월 1일에는 둔산도서관을 분관해 개관했다.[1]
- 2008년 8월 1일에는 어린이도서관을 분관해 개관했다.
- 2012년 6월 1일에는 갈마도서관 본관을 새단장 준공했다

## 개방 시간
- 도서정보자료실 (평일) : 09:00 ~ 22:00
- 도서정보자료실 (주말) : 09:00 ~ 18:00
- 일반열람실 (평일, 주말)
  - 동절기 : 08:00 ~ 22:00
  - 하절기 : 07:00 ~ 22:00
- 식당
  - 점심 : 12:00 ~ 12:30
  - 저녁 (일요일 제외)
    - 동절기 : 17:00 ~ 17:30
    - 하절기 : 17:30 ~ 18:00

- 매주 월요일, 추석, 설날 당일, 정부지정공휴일은 모든 시설들이 휴무한다. 또한 도서관의 사정으로 임시휴관일때는 모든 시설들이 휴무한다.
- 동절기는 11월부터 2월까지, 하절기는 3월부터 10월까지이다.

## 특징
- 이동 도서관을 운영하며, 아파트쪽으로 간다. 오지지역으로는 산직으로 간다.
- 식당, 전자정보자료실을 제외한 시설은 22:00시까지 개방한다.
- 성인열람실은 만 18세부터 입장이 가능하다.

## 층별 안내
- 지하 1층 : 보존서고, 식당, 시청각실, 휴게실
- 1층 : 회의실, 전자정보자료실, 전산실, 관장실, 사무실
- 2층 : 어린이자료실, 도서정보실
- 3층 : 성인열람실 (여), 성인열람실 (남), 문화행사실, 청소년실
- 4층 : 하늘공원

## 같이 보기
- 대전광역시 한밭도서관